# Windows安全日志
Microsoft Windows中的安全日志是一个包含登录/注销活动或其他與安全有關的事件记录的日志。安全日志是事件檢視器可以查看的三个日志之一。本地安全机构子系统服务将事件写入日志。安全日志是管理员用来检测未经授权的活动以及排除问题的主要工具之一。